# Demolished Thoughts
Demolished Thoughts je studiové album amerického hudebníka Thurstona Moorea, vydané v květnu 2011 u vydavatelství Matador Records. Nahráváno bylo v předchozím roce a o produkci se staral Beck Hansen, který na album rovněž hrál na různé nástroje.

## Seznam skladeb
Autorem všech skladeb je Thurston Moore.
1. „Benediction“ – 5:16
2. „Illuminine“ – 4:02
3. „Circulation“ – 4:10
4. „Blood Never Lies“ – 5:07
5. „Orchard Street“ – 6:56
6. „In Silver Rain With a Paper Key“ – 5:43
7. „Mina Loy“ – 4:02
8. „Space“ – 6:39
9. „January“ – 4:52

## Obsazení
Hudebníci
- Thurston Moore – zpěv, kytara
- Beck Hansen – zpěv, baskytara, syntezátory
- Samara Lubelski – housle
- Mary Lattimore – harfa
- Bram Inscore – baskytara
- Joey Waronker – perkuse

Technická podpora
- Beck Hansen – producent
- Cassidy Turbin – zvukový inženýr
- Cole M. Greif-Neill – zvukový inženýr
- Dean Nelson – zvukový inženýr
- Justin Pizzoferrato – zvukový inženýr
- Darrell Thorp – mixing
- Bob Ludwig – mastering